# Emma Mitchell
Emma Mitchell (Kirkcaldy, Escocia; 19 de septiembre de 1992) es una futbolista escocesa. Juega como defensa o centrocampista y su equipo actual es el Reading de Inglaterra. También forma parte de la Selección de Escocia.

## Trayectoria
| Club                       | País       | Año           |
| -------------------------- | ---------- | ------------- |
| Glasgow City               | Escocia    | 2008-2012     |
| SGS Essen                  | Alemania   | 2013          |
| Arsenal                    | Inglaterra | 2013-2020     |
| Tottenham Hotspur (cedida) | Inglaterra | 2020          |
| Reading                    | Inglaterra | 2020-presente |

### Primeros años
A la edad de 12 años, Mitchell empezó a jugar con el equipo de su instituto, marcando 4 goles en su primer partido. Era la única chica en el equipo. Durante su adolescencia jugó en el St Johnstone Girls, junto con su actual compañera de club y selección Lisa Evans.

### Glasgow City (2008-2013)
Mitchell debutó profesionalmente en el Glasgow City de la Scottish Women's Premier League en 2008. Dos años más tarde, marcó un hat-trick en su segundo partido para el equipo, tras una ausencia de casi un año por una lesión. Estando en el equipo, ganó la Scottish Women's Premier League cuatro veces seguidas, desde 2009 a 2012, la Copa de Escocia Femenina tres, 2009, 2011 y 2012, y la Scottish Women's Premier League Cup en dos ocasiones, 2009 y 2012. Jugó 47 partidos y marcó 33 goles.

### SGS Essen (2013)
Antes de firmar con el equipo alemán, tuvo un período de prueba en Dinamarca con el Fortuna Hjørring. Sin embargo, Mitchell no se unió a ese club, sino que firmó un contrato con el SGS Essen de la Bundesliga a principios de 2013. Allí, obtuvo 11 apariciones para el club y 1 gol.

### Arsenal (2013-2020)

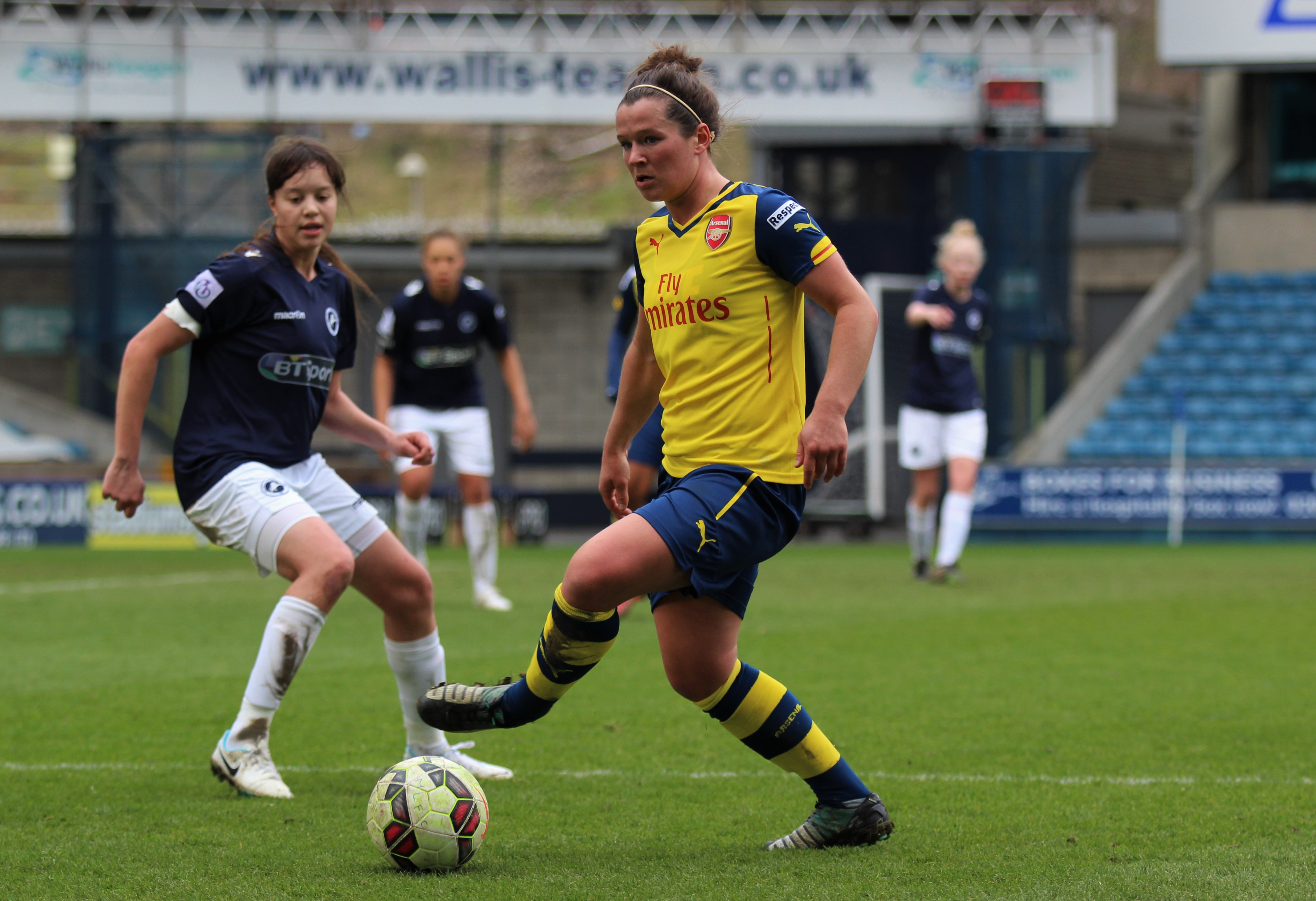
Emma Mitchell para el Arsenal

En julio de 2013, Mitchell firmó un contrato con el Arsenal de la FA WSL. Con este club ganó la FA Cup dos veces, 2014 y 2016, la FA WSL Cup en tres ocasiones, 2013, 2015 y 2017-18, y la liga en la temporada 2018-19.

#### Tottenham Hotspur (2020) (cedida)
El 3 de enero de 2020 se anunció que Mitchel había sido cedida al Tottenham Hotspur para el resto de la temporada 2019-20.

### Reading (2020-)
El 15 de julio de 2020, el Reading dio a conocer había fichado a Mitchell.

## Selección nacional

### Categorías inferiores
- Selección Sub-17 (2007-2008): 9 apariciones y 2 goles.
- Selección Sub-19 (2009-2011): 22 apariciones y 3 goles.

Fue la capitana de ambas categorías. 

### Selección absoluta
El 18 de mayo de 2011 Mitchell debutó con la Selección absoluta de Escocia en un partido contra Francia. Marcó su primer gol en julio del año siguiente contra Islandia.

## Palmarés

### Club

#### Glasgow City
- Scottish Women's Premier League: 2009, 2010, 2011, 2012
- Copa de Escocia: 2009, 2011, 2012
- League Cup: 2009, 2012

#### Arsenal
- League Cup: 2013, 2015, 2017-2018
- Women's FA Cup: 2014, 2016
- FA WSL: 2018-19

### Individual
- Equipo del Año de la PFA: 2014-15

## Vida personal
En octubre de 2019, Mitchell dio a conocer sus problemas con su salud mental. Asegura que este tipo de problema debería ser tratado de una manera más seria en el fútbol. También afirma que, tras pedir ayuda al entrenador del Arsenal Joe Montemurro, el club le aportó todo el apoyo necesario.
El 28 de noviembre de 2021, Mitchell dio a luz a su hija.